# Échandens
Échandens [eʃɑ̃dɑ̃] est une commune suisse du canton de Vaud, située dans le district de Morges.

## Hydrographie
Échandens est traversée par la Venoge, qui marque la frontière avec Bussigny et Écublens.

## Toponymie
L'origine de ce nom de lieu a été attribuée tantôt à un nom de personne germanique (Scan, qui n'est pas attesté par ailleurs), tantôt à une version romanisée (Scannius), mais on admet actuellement que l'on ne peut identifier ce nom avec certitude. Il est accolé au suffixe toponymique germanique -ingos adopté dans l'espace galloroman à partir du VIe siècle. Ce suffixe, très répandu dans les cantons de Vaud et de Fribourg, est généralement utilisé avec un nom de personne germanique. Premières attestations historiques : Petrus de Schandens (1164) ; Scanneins (1165), Eschandens (1186), Eschanens (1228).

## Population

### Gentilé et surnoms
Les habitants de la commune se nomment les Chandeliers, ou les Échandeliers.
Ils sont surnommés lè Tire-Tâcon en patois vaudois (soit les Tire-Parcelles, à la suite de querelles sur la délimitation de parcelles).

## Monuments
Château construit au XVIe siècle, modernisé au XVIIe siècle  (clef de porte datée 1629), puis encore transformé en 1834-1835 par l'architecte lausannois Henri Perregaux pour la famille Mandrot-Pourtalès. Acquis par la commune en 1978.
Temple construit en 1727-1728 sur les plans de l'architecte Guillaume Delagrange. Les rénovations modernes ont entraîné la reconstruction de la partie occidentale avec clocher-porche en style néo-roman. Restaurations : 1862-1863, architecte John-Henri Foretay. - 1901, Jurt, architecte - 1975, architecte André Mingard. Vitraux du chœur : Vierge et l’Enfant, ainsi que Jésus-Christ, par Jean-Pierre Kaiser, 1975.

## Transports
Bien que située sur la commune de Denges, la gare de Denges-Échandens se trouve juste au sud de la commune. La commune est aussi desservie par les transports de la région Morges-Bière-Cossonay.

## Personnalités
- Jean-Joseph Johannot, homme politique, seigneur d'Échandens.
- Jean Villard (dit Gilles), chansonnier, séjourne au château en 1946.
- Georges Simenon, écrivain, séjourna au château de 1957 à 1963.
- Henri Dès, chanteur-auteur-compositeur, séjourna à la route de Bremblens de 1983 à 2001.
- Valentin Villard, compositeur, séjourna au chemin de l'église de 1997 à 2010[11]
- Jean Martin (1940-    ), médecin cantonal vaudois.

### Fonds d'archives
- Fonds : Archives de la Commune d'Echandens (1340 -). Echandens : Commune d'Echandens.